# José de Espronceda
José de Espronceda i Delgado (Almendralejo, 25 de març de 1808 – Madrid, 23 de maig de 1842) va ser un escriptor del Romanticisme espanyol, alhora que diputat progressista. El seu estil té una forta influència de Lord Byron i es caracteritza pel ritme dels versos, les exclamacions sentimentals i una atmosfera de misteri i exotisme.
Les seves obres més destacades són El estudiante de Salamanca, El Diablo Mundo i Canciones, on recull la seva poesia breu. Dedica les seves composicions a personatges marginals, foscos, que ell lloa com a lliures i vius, oposats a la burgesia que mata l'originalitat de la persona. Les més famoses són les cançons del pirata i la del captaire, que se solen memoritzar a l'educació primària.